# Rode lijn (metro van Chicago)

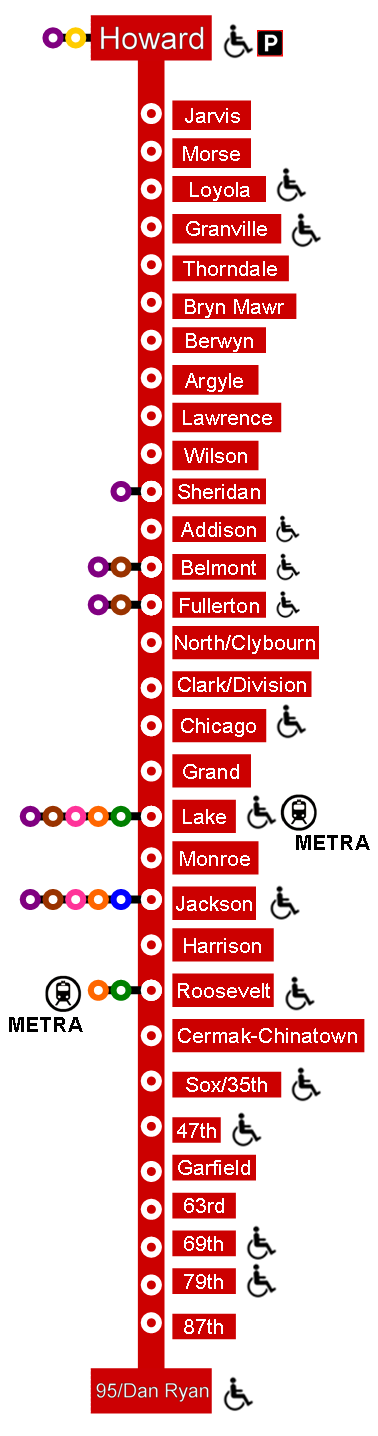
Haltes langs de Rode lijn

De Rode lijn is een 37,7 kilometer (23,4 mijl) lange lijn van de metro van Chicago.
De noord-zuid lijn loopt van de wijk Rogers Park (station Howard) in het uiterste noorden onder State Street door het centrum (de Loop) naar de zuidelijke wijk Roseland (station 95/Dan Ryan). De dienst is 24 uur per dag, 365 dagen per jaar operationeel en doet in totaal 34 stations aan.